# Entre Ambos-os-Rios
Entre Ambos-os-Rios ist ein Ort und eine ehemalige Gemeinde (Freguesia) im nordportugiesischen Kreis Ponte da Barca. Die Gemeinde hatte 499 Einwohner (Stand 30. Juni 2011).
Am 29. September 2013 wurden die Gemeinden Entre Ambos-os-Rios, Ermida und Germil zur neuen Gemeinde União das Freguesias de Entre Ambos-os-Rios, Ermida e Germil zusammengeschlossen. Entre Ambos-os-Rios ist Sitz dieser neu gebildeten Gemeinde.